# فرانك نوكس
فرانك نوكس (بالإنجليزية: Frank Knox) (و. 1874 – 1944 م) هو سياسي من الولايات المتحدة الأمريكية ولد في بوسطن.
وهو عضو في الحزب الجمهوري .

## روابط خارجية
- فرانك نوكس على موقع الموسوعة البريطانية (الإنجليزية)
- فرانك نوكس على موقع الموسوعة البريطانية (الإنجليزية)
- فرانك نوكس على موقع إن إن دي بي (الإنجليزية)